# Игбира
Игбира (альтернативные названия — егбурра, катава, котокори, квотто,квоттогара) — народ, обитающий в Нигерии, в штатах Плато, Квара, Бендел, Бенуэ. Численность народа составляет примерно 780 тыс. человек. Язык этого народа, эбира, принадлежит нигеро-кордофанской семье (группа ква).